# Ordre de Taegeuk
L'Ordre de Taegeuk (ou Ordre de Taeguk, ou Ordre du Drapeau National ou Ordre de l'Écusson National) (en anglais : Order of Taeguk ou Order of the National Crest, hangeul : 태극장 ou 대훈위서성대수장 ; hanja : 太極章) est un ordre de l'Empire de Corée, créé par l'empereur Kojong le 17 avril 1900 par décret impérial. C'est un ordre civil et militaire composé de huit classes.
Il est le pendant coréen de l'ordre japonais du Soleil Levant.
L'ordre s'éteint à cause de l'annexion de la Corée par le Japon en 1910.

## Histoire

### Création
Le décret impérial n°13 de l'empereur Kojong du 17 avril 1900 fonde l'Ordre de Taegeuk, en même temps que plusieurs autres ordres de l'empire.

### Inspiration
Il est le pendant coréen de l'ordre japonais du Soleil Levant,, ordre duquel son design est tiré.

Comparaison de médaille coréenne et médaille japonaise
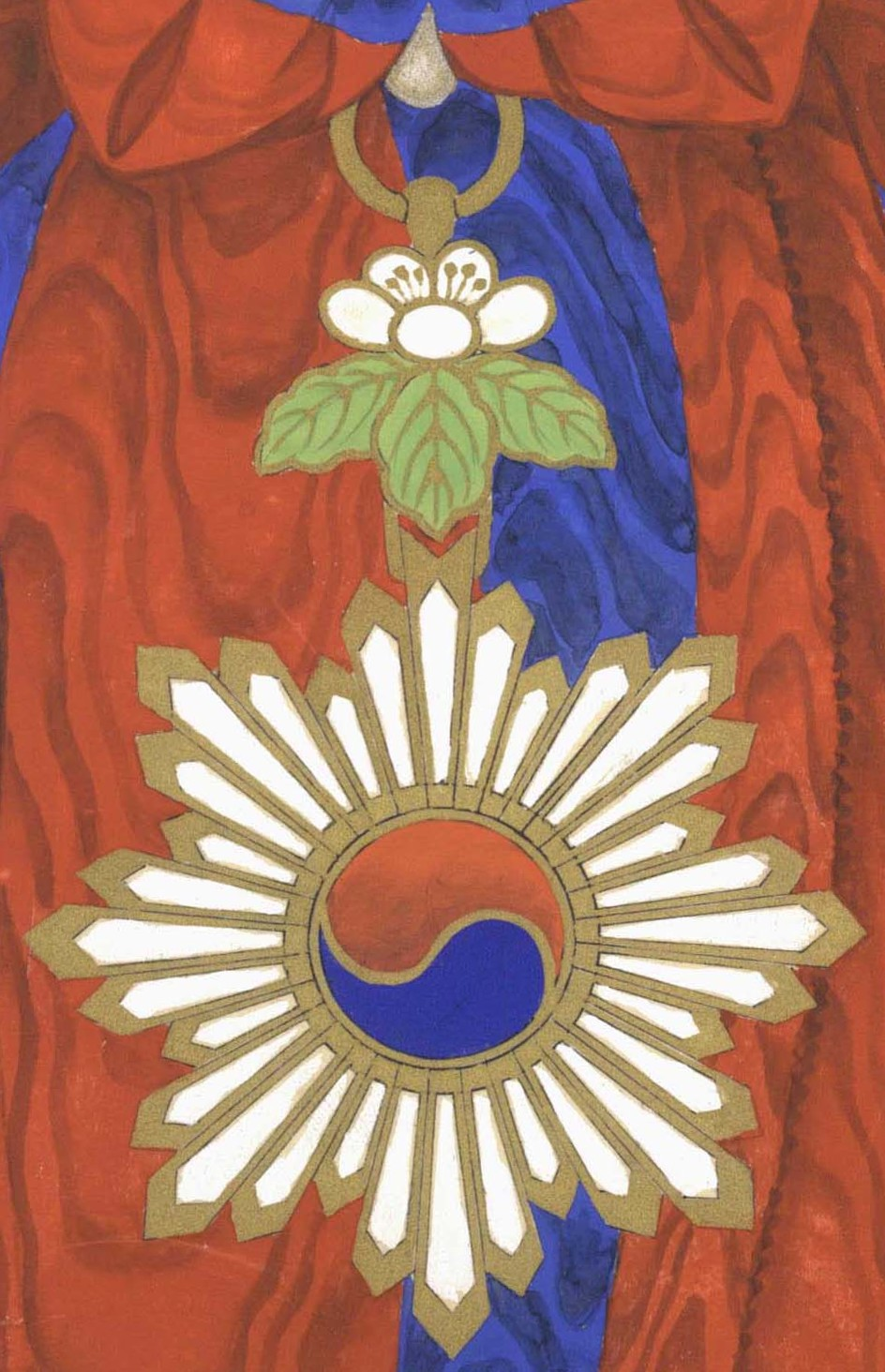
Médaille coréenne de l'Ordre de Taegeuk
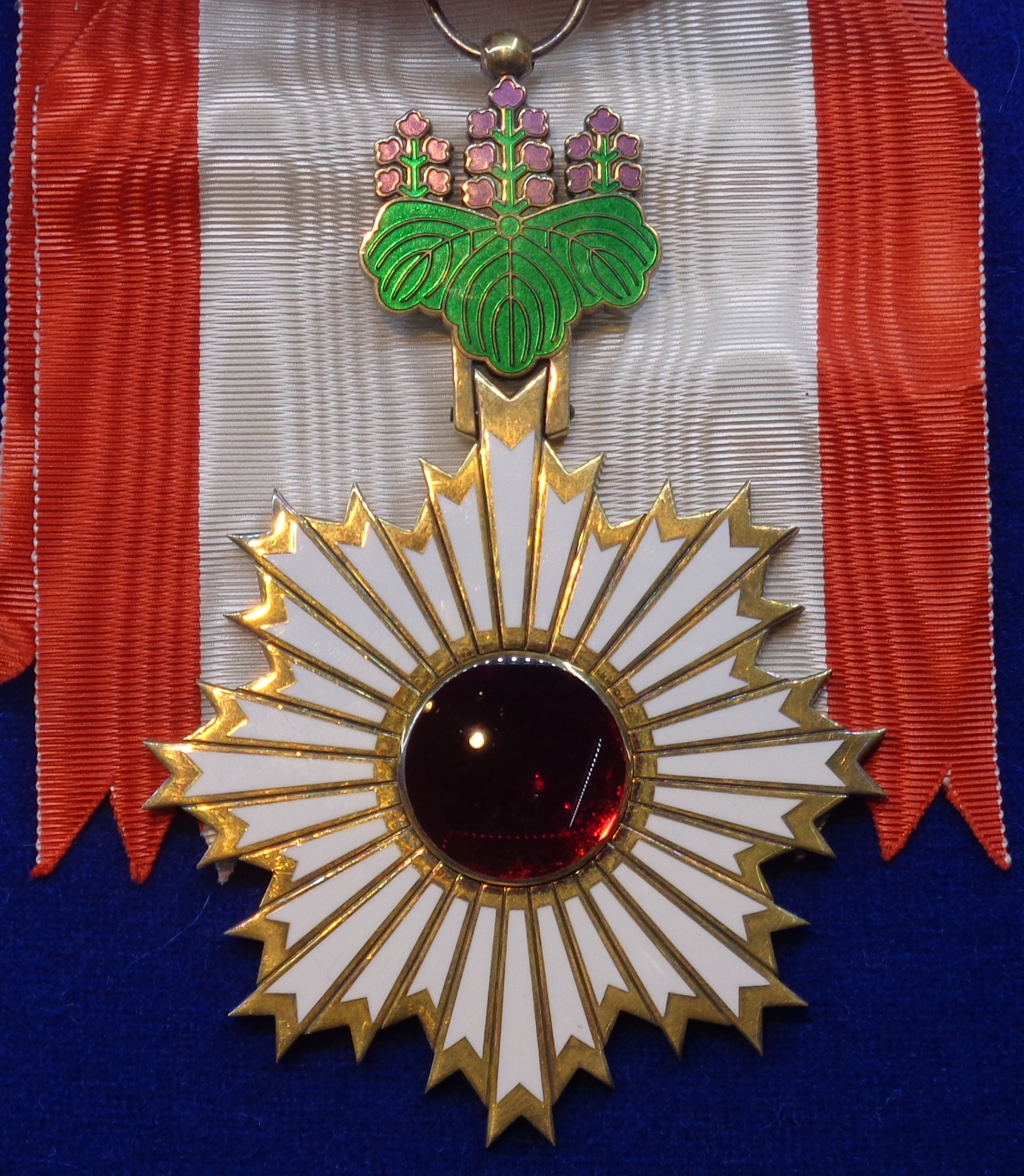
Médaille japonaise de l'Ordre du Soleil Levant

### Nom

Drapeau de la Corée de 1882 à 1910

Cet ordre a été nommé en référence au drapeau national le « taegeuk » (hangeul : 태극 ; hanja : 太極) la « grande limite »[réf. nécessaire]. Le taegeuk coréen est rouge et bleu.

### Disparition
L'ordre s'est éteint avec l'annexion de la Corée par le Japon et la fin de l'Empire de Corée le 29 août 1910.

### Autres
C'est un ordre civil et militaire.

## Ordre de préséance
L'ordre de Taegeuk est inférieur a l'Ordre de la Fleur de Prunier et supérieur à l'Ordre des Huit Trigrammes,.

## Grades
L'ordre est composé de huit classes,,,.
- Grand Cordon (hanja : 勳功壹等)
- 2ème Classe (hanja : 勳功貳等)
- 3ème Classe (hanja : 勳功參等)
- 4ème Classe (hanja : 勳功四等)
- 5ème Classe (hanja : 勳功五等)
- 6ème Classe (hanja : 勳功六等)
- 7ème Classe (hanja : 勳功七等)
- 8ème Classe (hanja : 勳功八等)

## Apparence

### 1ère Classe

#### Médaille suspendue
La médaille suspendue dispose en son centre d'un taegeuk bleu et rouge (symbole du drapeau national de l'empire de Corée). Le taeguk est entouré par 32 rayons émaillés. La médaille est en argent doré.
La médaille mesure 76mm sur 107mm.
L'avers de la suspension représente trois feuilles vertes surmontées d'une fleur blanche de prunier ; le revers de la suspension représente la même chose sans les veines des feuilles avec des caractères coréen en hanja indiquant la classe de l'Ordre, soit « 1ère classe de l'Ordre du Mérite ».

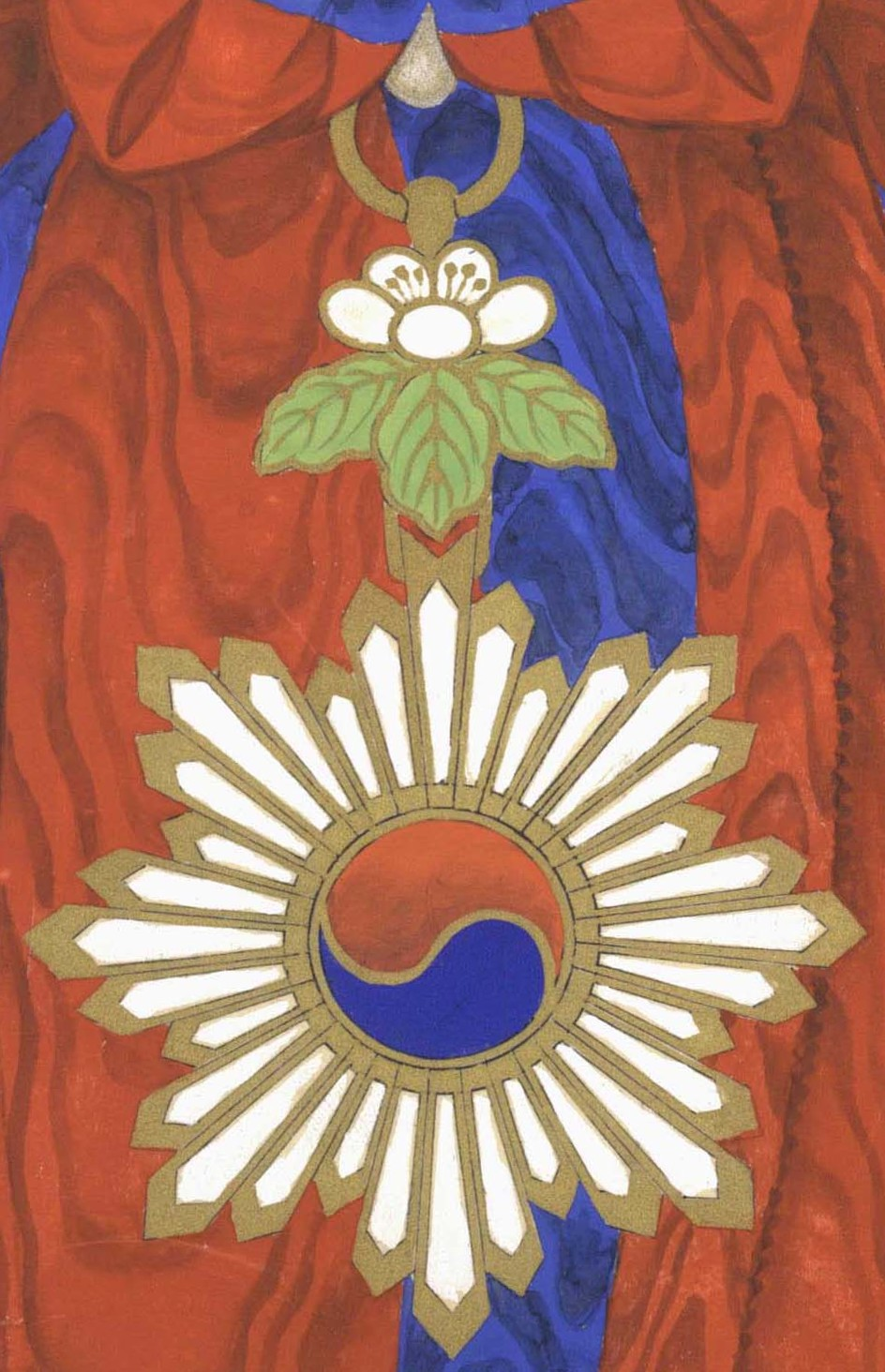
Médaille pendante de l'ordre, 1ère classe
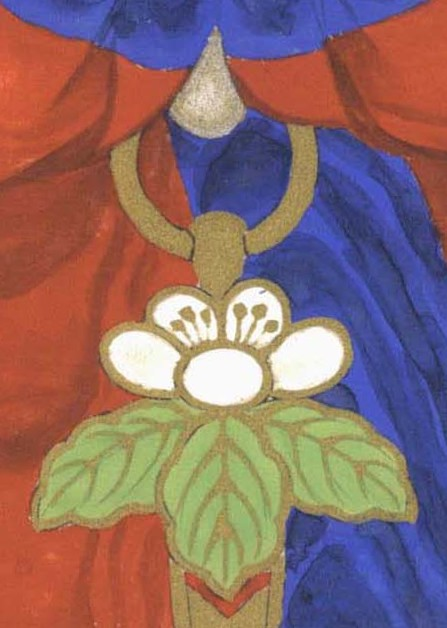
Suspension de la médaille pendante 1ère classe, avers
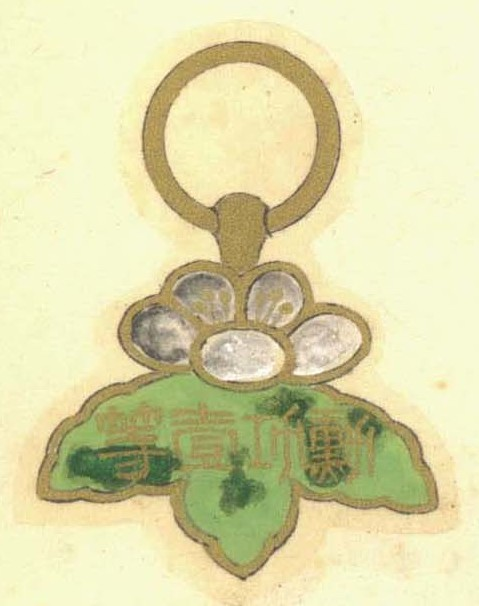
Suspension de la médaille pendante 1ère classe, revers

#### Écharpe
L'écharpe de la décoration mesure 107mm de large. Elle est au couleur du taeguk, en rouge avec deux bandes de 18mm de couleur bleu/violet, à 12mm de chaque extrémités. La rosette de l'écharpe est en forme de fleur de prunier.
Le retour de boutonnière est aussi est forme de taeguk, de couleur bleu et rouge.

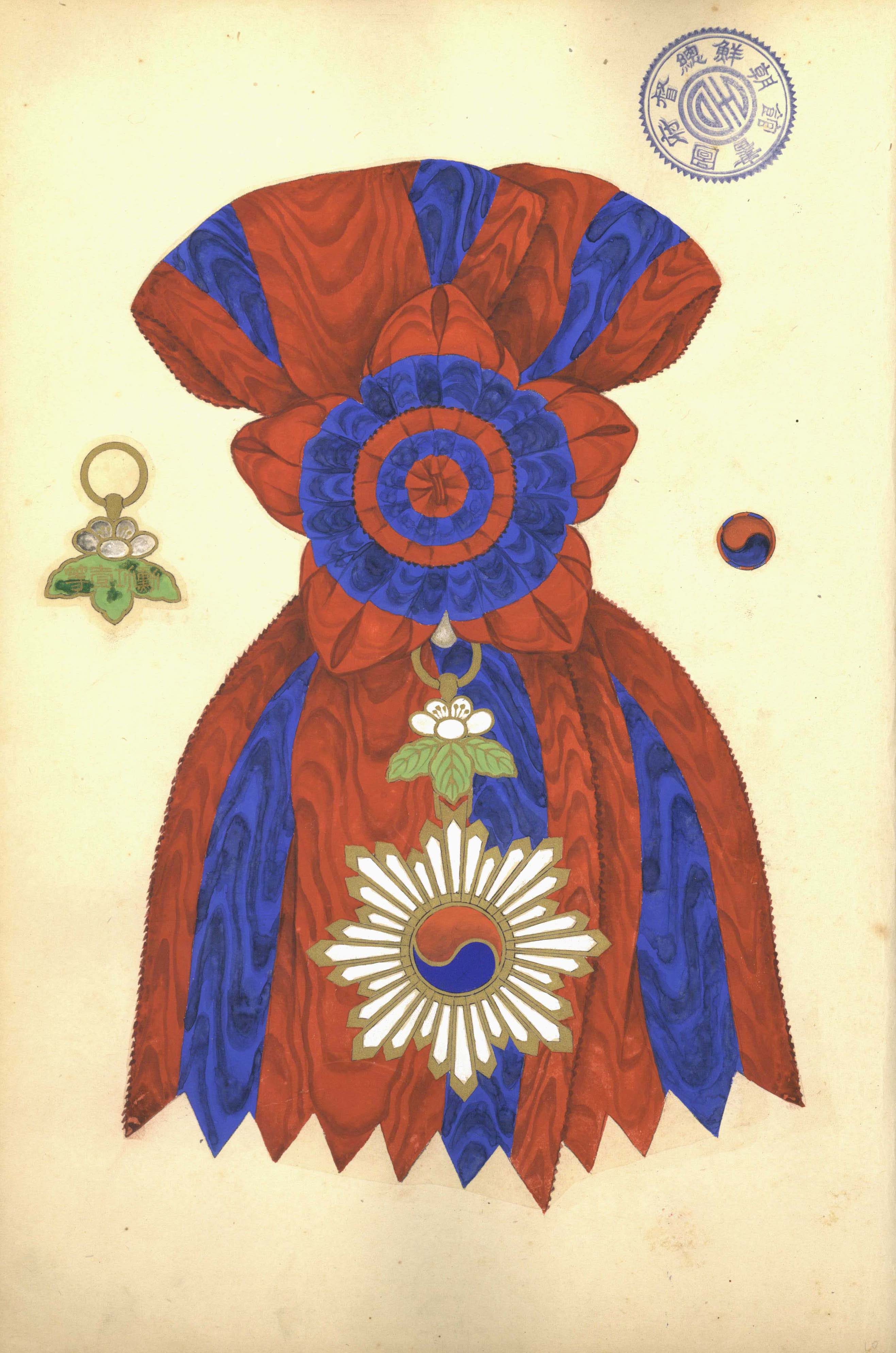
Écharpe de l'ordre
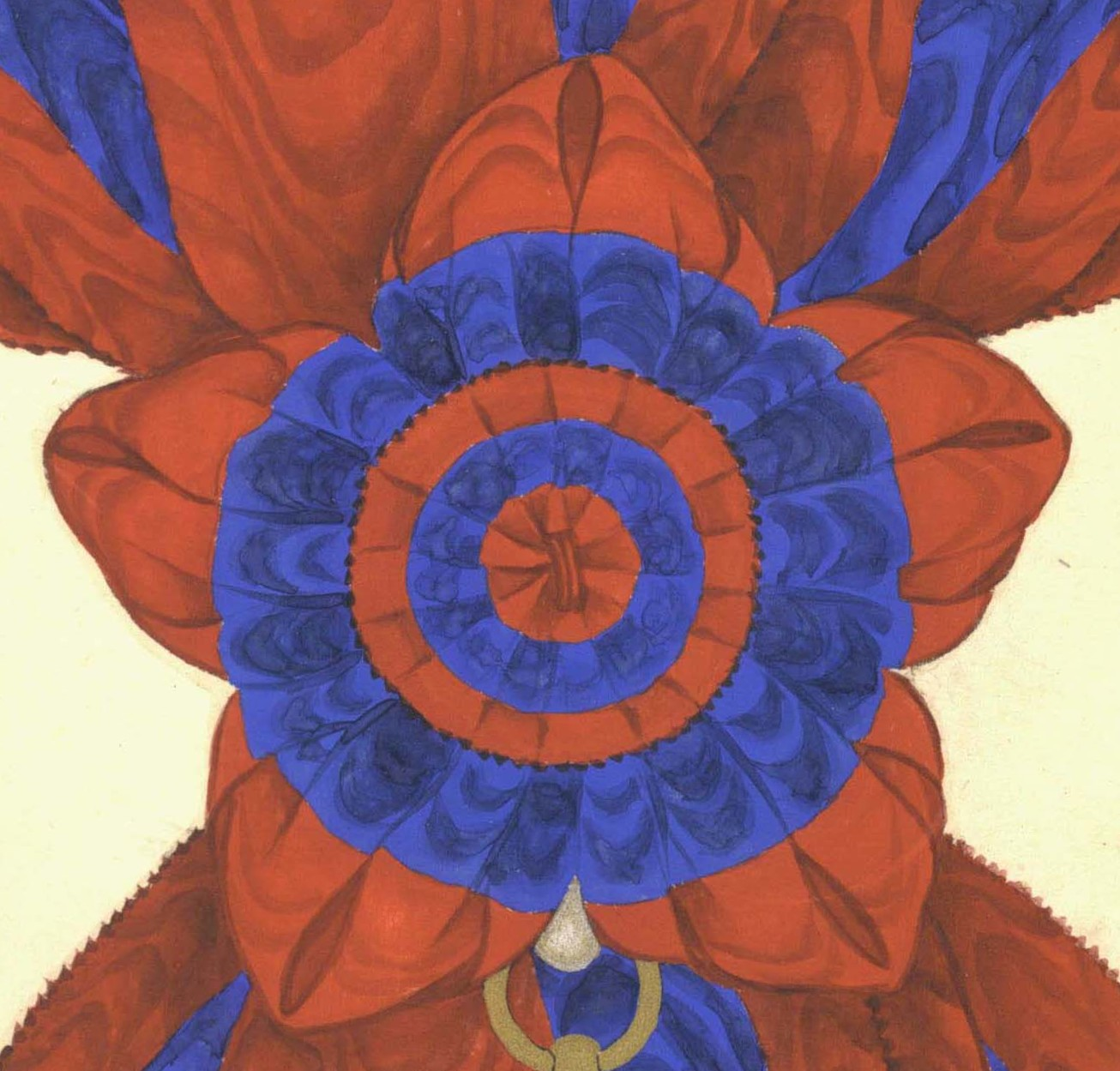
Rosette de l'écharpe de l'ordre
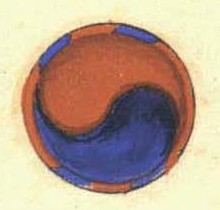
Retour de boutonnière de l'ordre, 1ère classe

### 2ème Classe

#### Médaille en plaque
La médaille en plaque ressemble beaucoup à la médaille suspendue. Elle mesure 91 mm de diamètre,,, elle est convexe et elle n'a pas de suspension.
La médaille suspendue dispose en son centre d'un taegeuk bleu et rouge qui est entouré par deux séries de 32 rayons émaillés. La première série de 32 rayons les plus proches du centre est émaillée blanc, alors que la 2ème série de 32 rayons est en argent grainé avec des bordures en relief en argent.
Des médailles en plaque peuvent indiquer qu'il s'agit de la seconde classe, alors qu'ils sont utilisés par les récipiendaires de la 1ère, car dans le système des décorations au Japon, les médailles en plaque destinées aux 2ème classes sont portées comme des décorations accessoires à la 1ère classe.
Les secondes classes portent la médaille en plaque sur la droite.

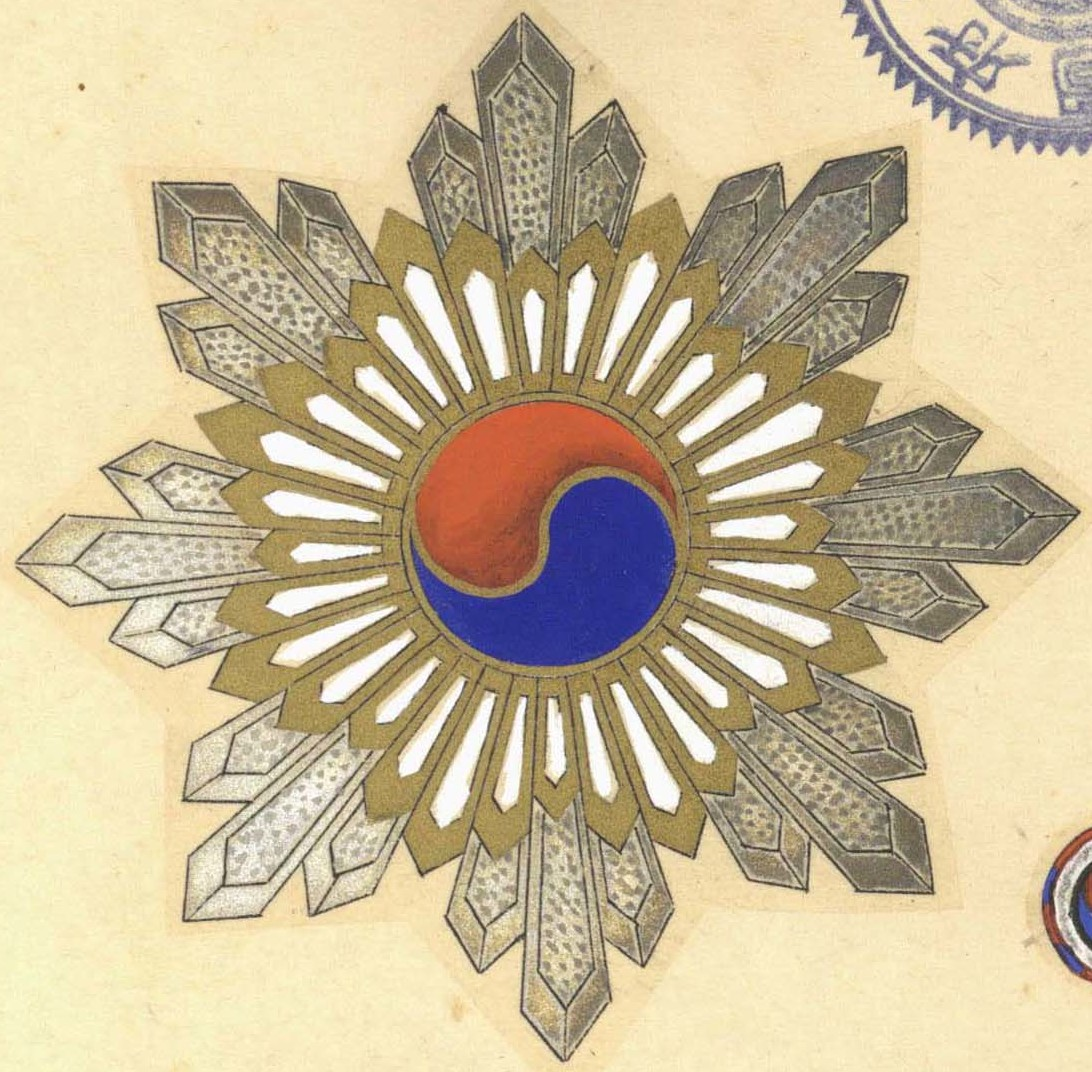
Médaille en plaque de l'ordre, 2ème classe, avers
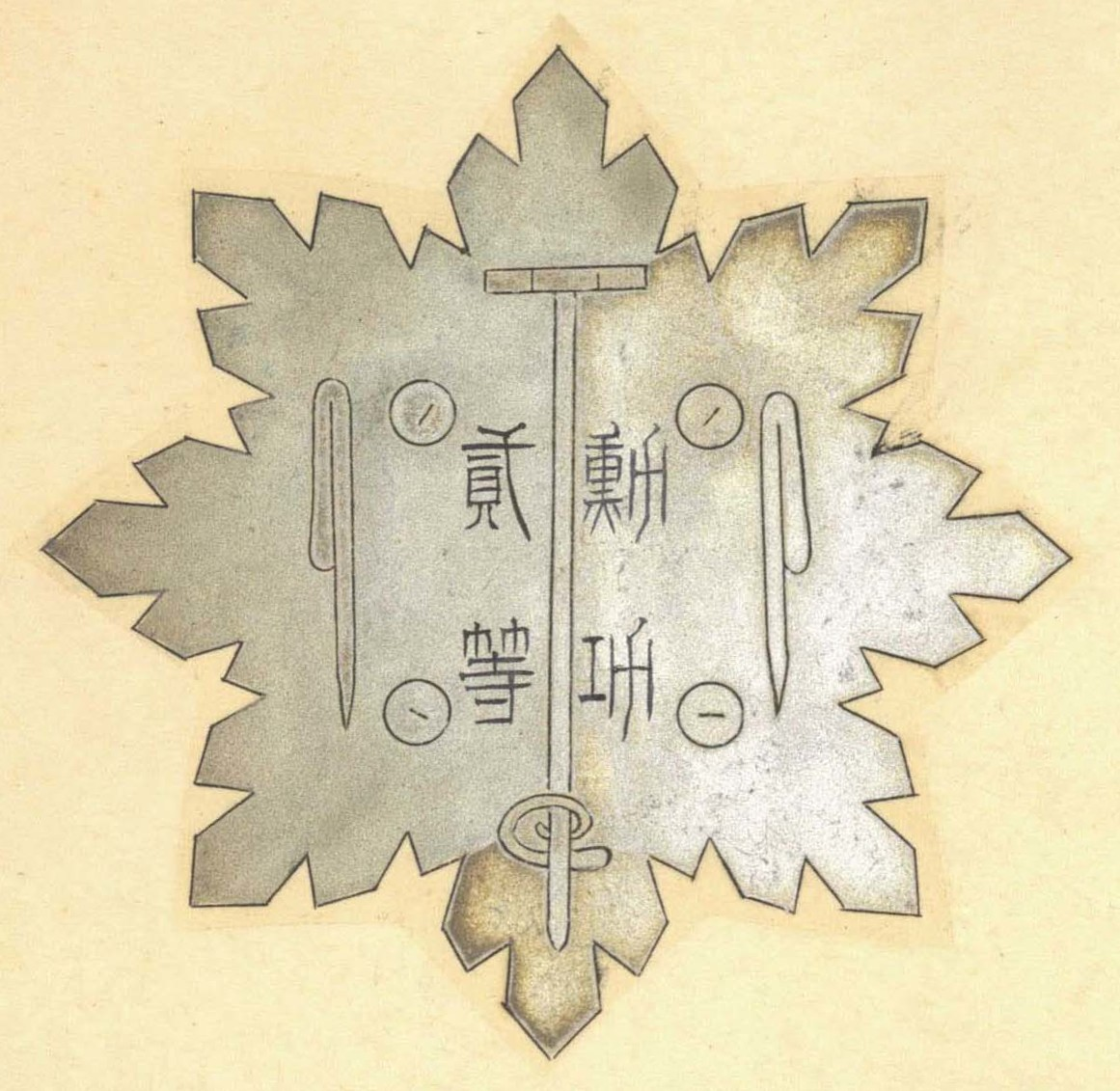
Médaille en plaque de l'ordre, 2ème classe, revers
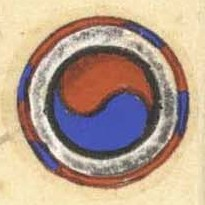
Retour de boutonnière de l'ordre, 2ème classe

### 3ème Classe
La décoration de la 3ème classe est similaire à la médaille suspendue de la 1ère classe, elle se porte en cravate autour du cou.
La médaille de la 3ème classe mesure 55mm sur 85mm, elle est en argent doré et est accompagné d'un retour de boutonnière des couleurs du ruban autour du cou.
Le ruban mesure 37 mm de large, elle est de couleur rouge, avec deux bandes de 6mm de couleur bleu/violet à 3mm de chaque extrémités.
Cet décoration autour du cou, destinée aux 3ème classes, est parfois portée comme une décoration accessoire à la 2ème classe.

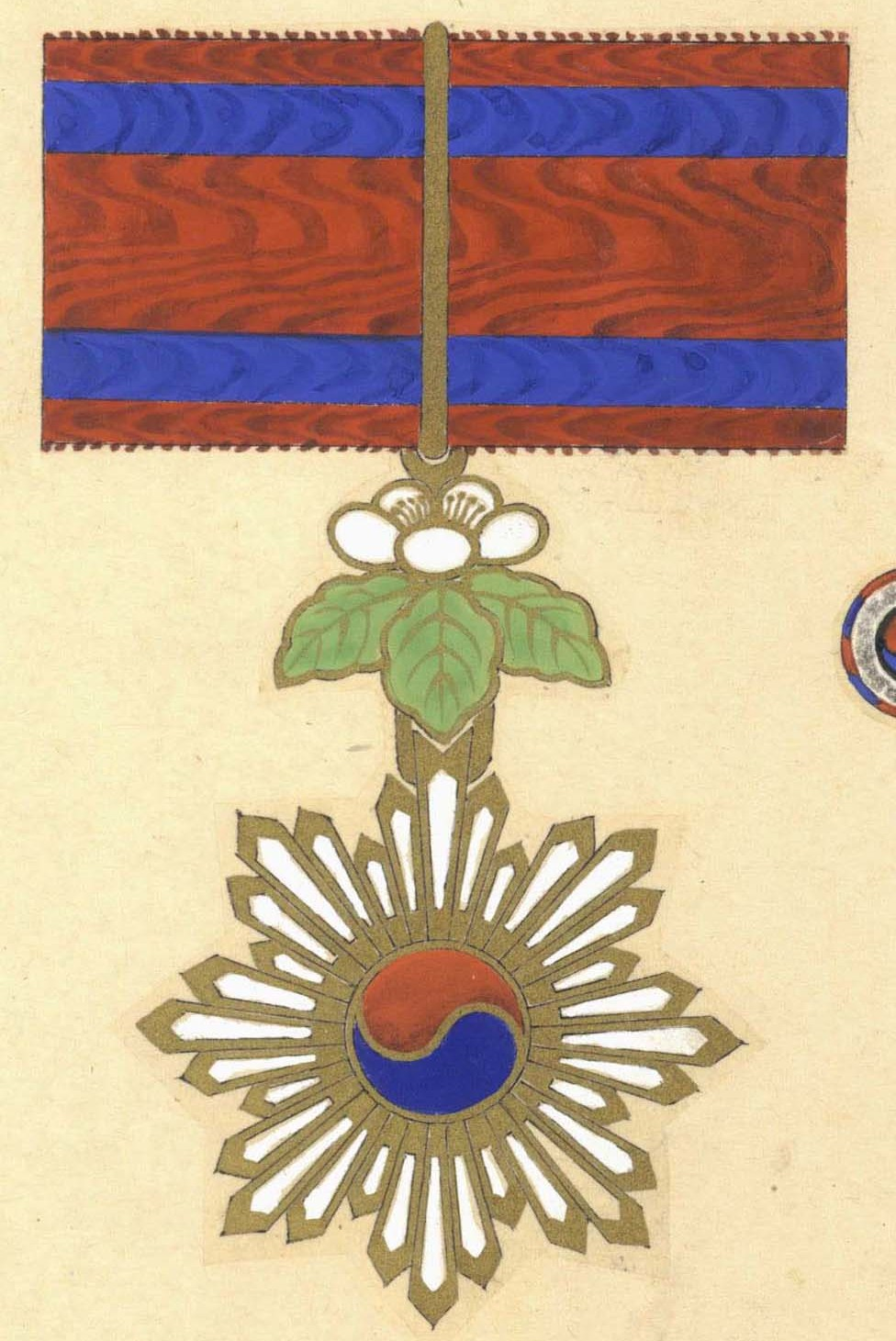
Médaille 3ème classe
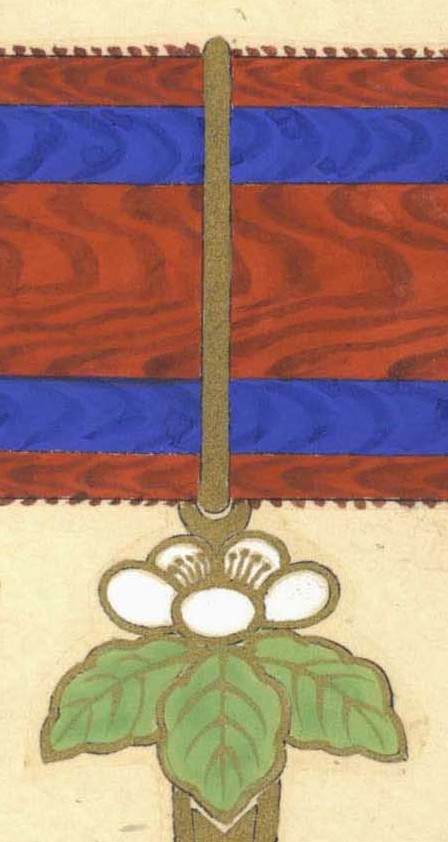
Suspension 3ème classe, avers
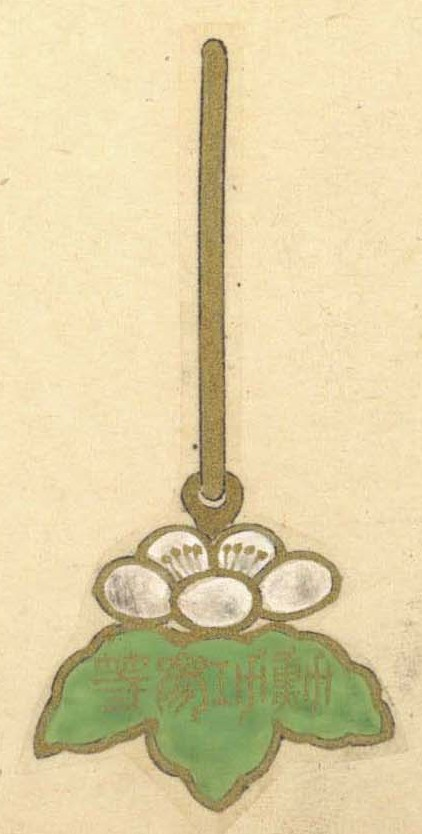
Suspension 3ème classe, revers
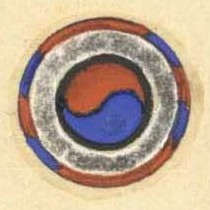
Retour de boutonnière de l'ordre, 3ème classe

### 4ème Classe
Sur le revers de la suspension de la médaille de 4ème classe, il est écrit « 4ème Classe de l'Ordre du Mérite ».

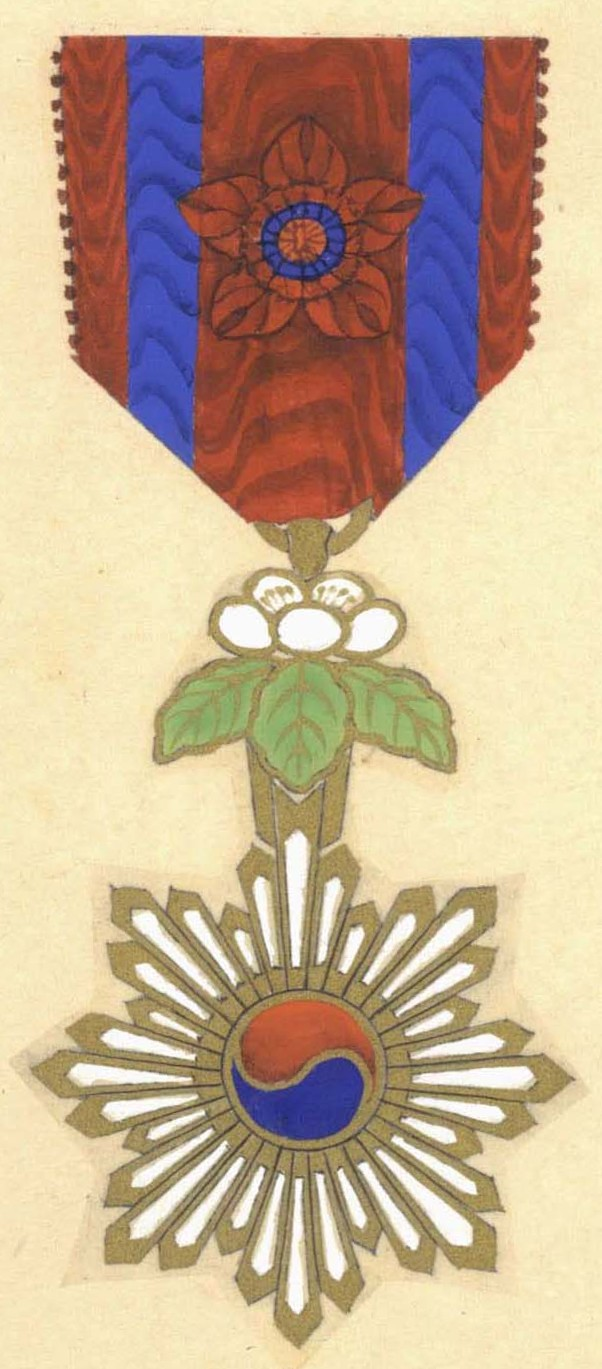
Médaille 4ème classe
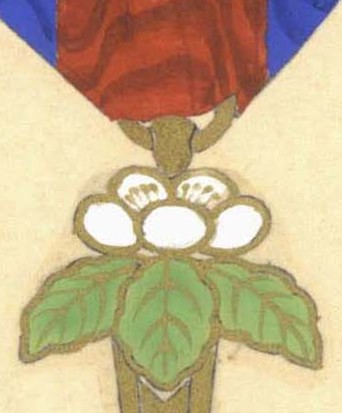
Suspension 4ème classe, avers
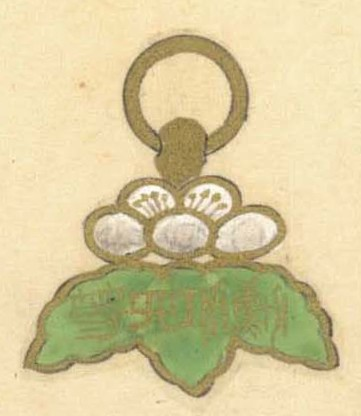
Suspension 4ème classe, revers
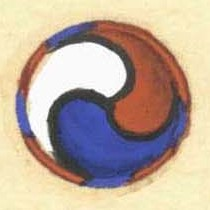
Retour de boutonnière de l'ordre, 4ème classe

### 5ème Classe
La médaille de la 5ème classe mesure 45mm sur 70mm, elle est en argent doré avec les rayons en diagonale en argent.
Au revers de la suspension il est écrit : « 5ème Classe de l'Ordre du Mérite ».

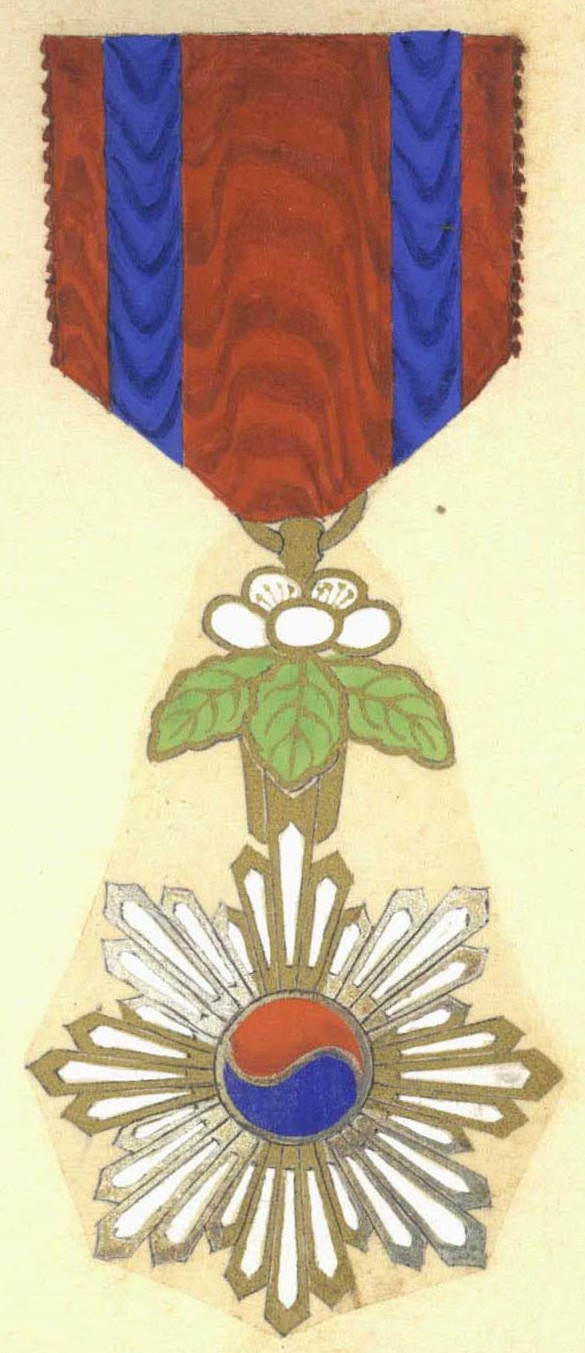
Médaille 5ème classe
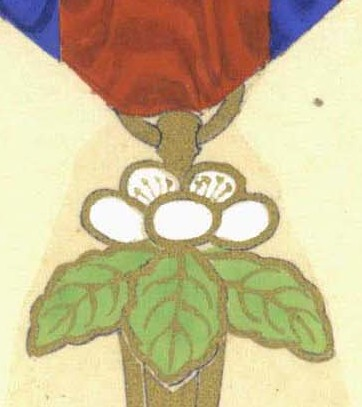
Suspension 5ème classe, avers
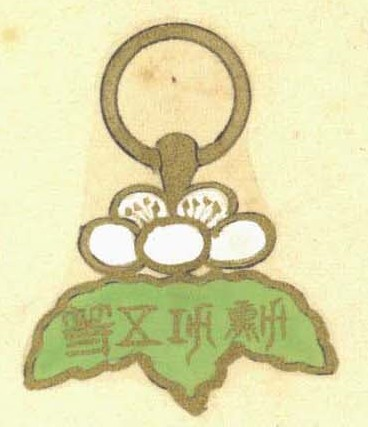
Suspension 5ème classe, revers
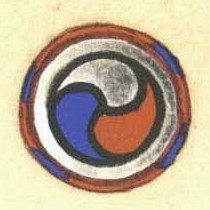
Retour de boutonnière de l'ordre, 5ème classe

### 6ème Classe
La médaille de la 6ème classe mesure 45mm sur 70mm, elle est en argent.

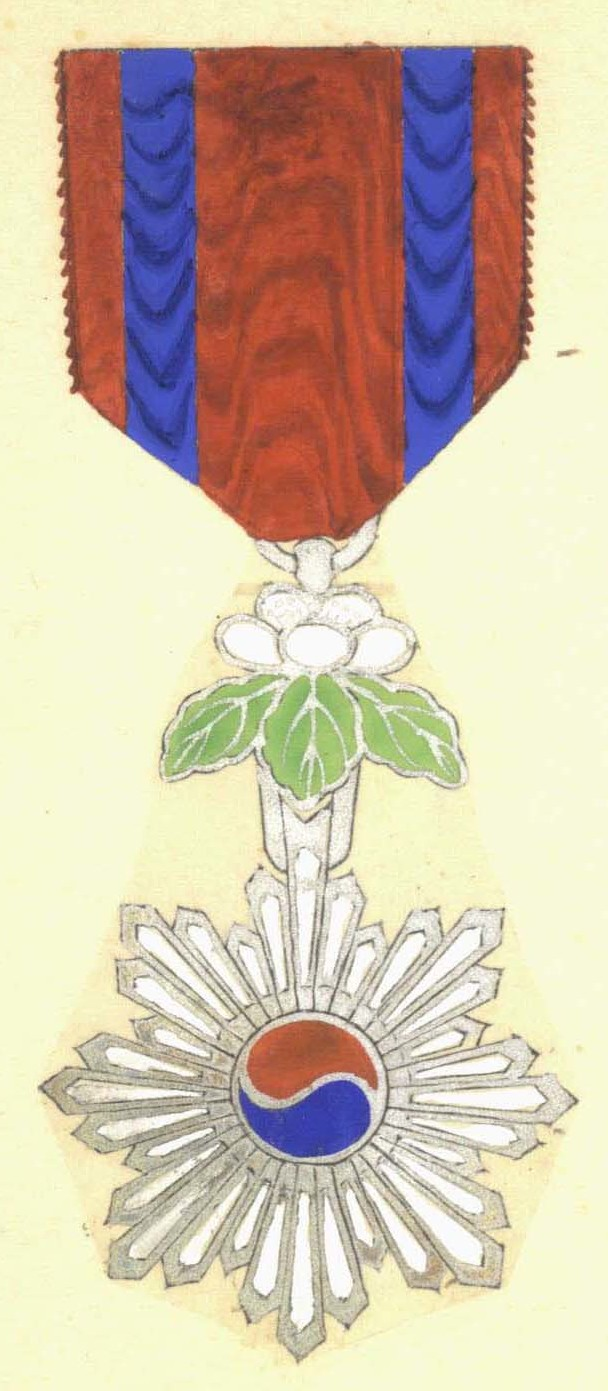
Médaille 6ème classe
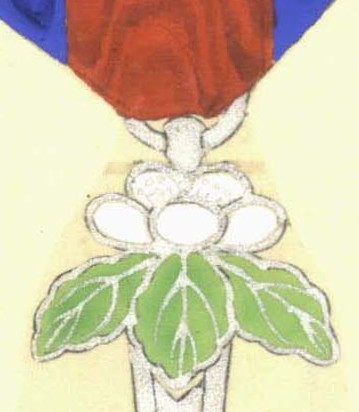
Suspension 6ème classe, avers
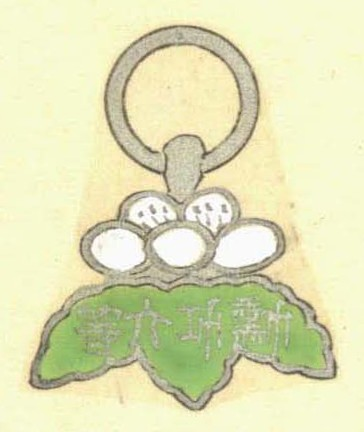
Suspension 6ème classe, revers
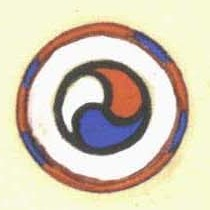
Retour de boutonnière de l'ordre, 6ème classe

### 7ème Classe
La médaille de la 7ème classe a quatre branches, avec au total 24 rayons en argent. Elle mesure 42mm sur 65mm.
La suspension est émaillée, et au revers de la suspension il est écrit : « 7ème Classe de l'Ordre du Mérite »

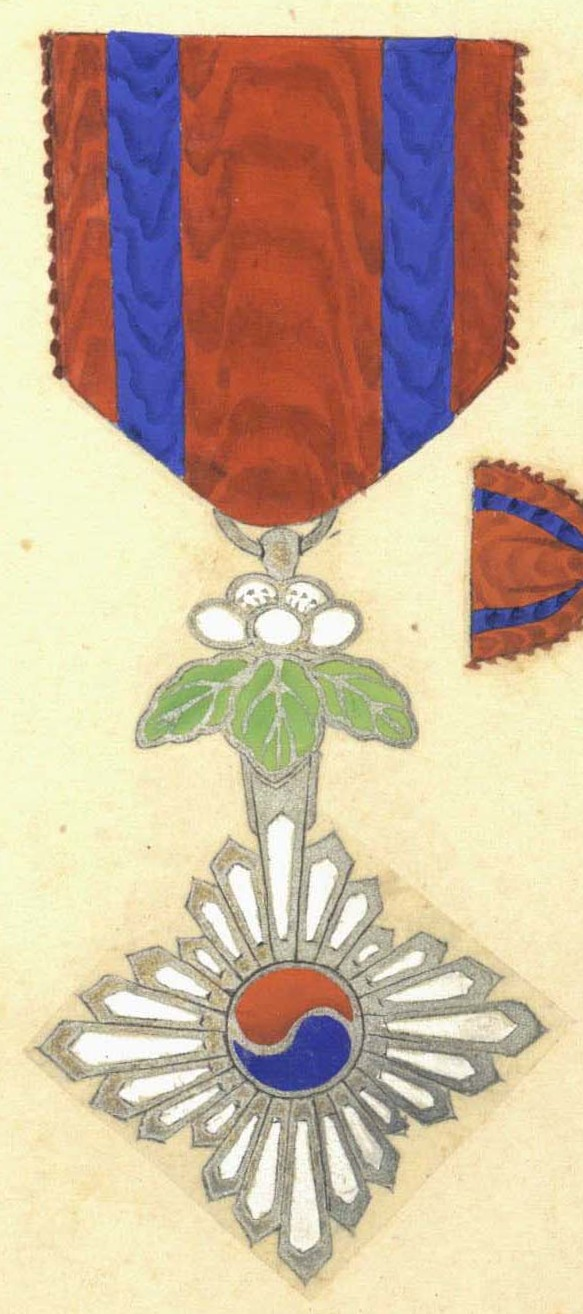
Médaille 7ème classe
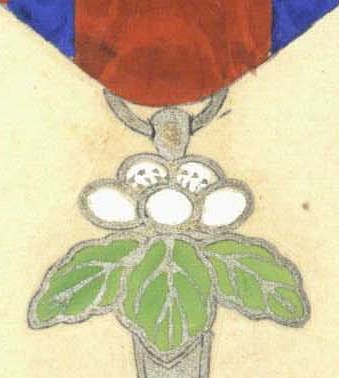
Suspension 7ème classe, avers
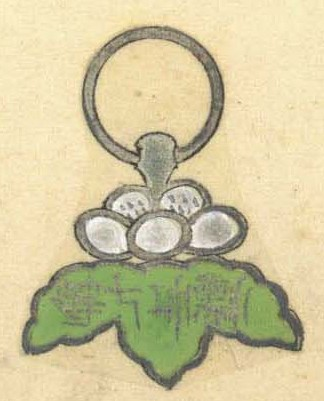
Suspension 7ème classe, revers
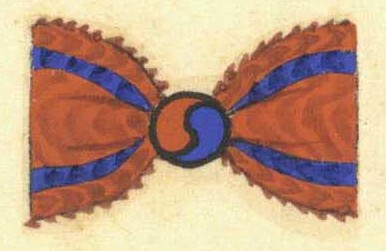
Retour de boutonnière de l'ordre, 7ème classe

### 8ème Classe
La médaille de la 8ème classe mesure 30mm et est en argent.
Le ruban mesure 37 mm de large, elle est de couleur rouge, avec deux bandes de 6mm de couleur bleu/violet à 3mm de chaque extrémités.

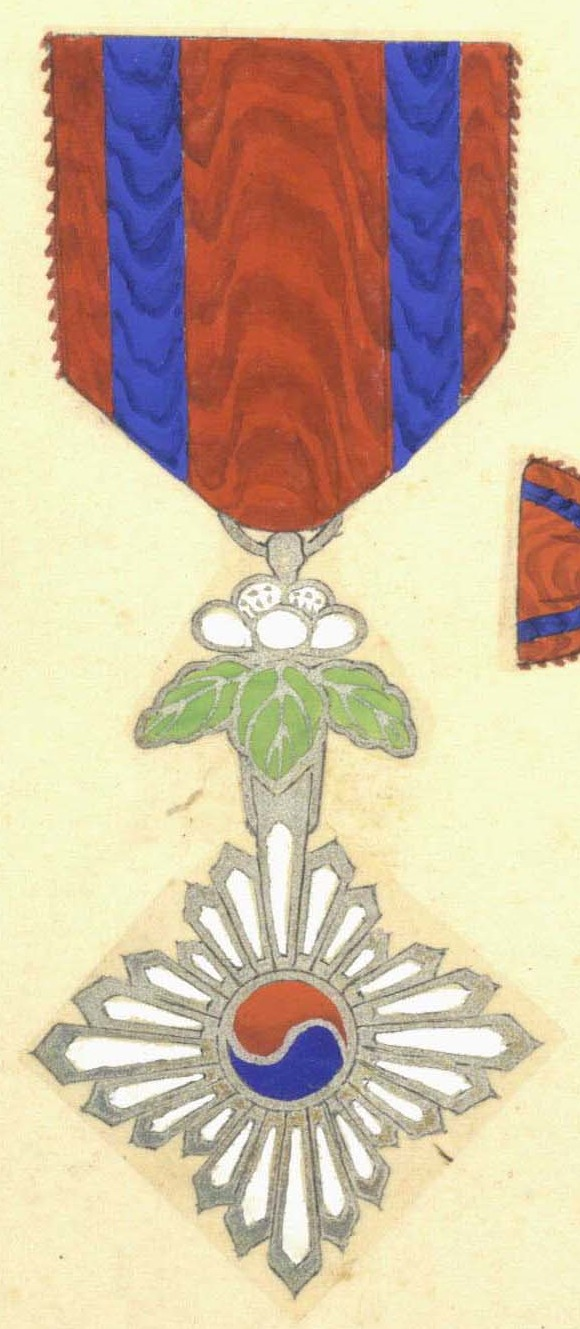
Médaille 8ème classe
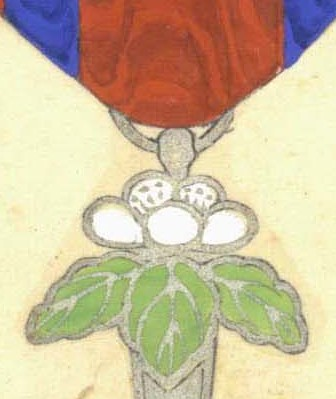
Suspension 8ème classe, avers
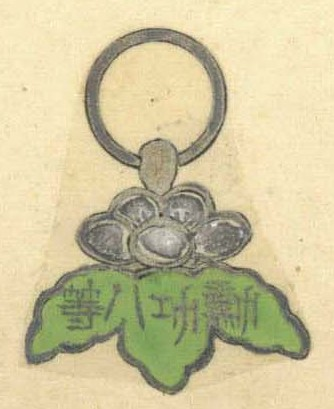
Suspension 8ème classe, revers
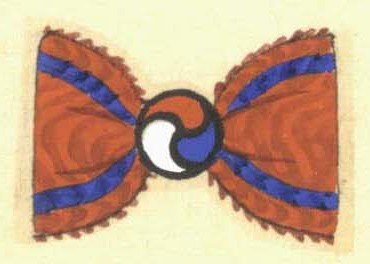
Retour de boutonnière de l'ordre, 8ème classe